# Belgische Vereniging van Banken en Beursvennootschappen
De Belgische Vereniging van Banken en Beursvennootschappen (Frans: Association belge des Banques et des Sociétés de Bourse), afgekort BVB (ABB), is een Belgische werkgeversorganisatie. Ze ontstond in 2005 uit de fusie van de Belgische Vereniging van Banken (afgekort BVB, opgericht in 1936) en de Belgische Vereniging van Beursleden (afgekort BVBL, opgericht in 1995). De BVB was sinds 2003 een onderdeel van Febelfin.

## Bestuur
| Periode   | Voorzitter                 |
| --------- | -------------------------- |
| 1936-1940 | Alexandre Galopin          |
| 1940-1947 | Albert-Edouard Janssen     |
| 1947-1949 | Robert Hankar              |
| 1949-1952 | Max-Léo Gérard             |
| 1952-1955 | Robert Lenoir              |
| 1955-1958 | Fernand Puissant Baeyens   |
| 1958-1961 | Louis Camu                 |
| 1961-1964 | Léon Gyselynck             |
| 1964-1967 | Fernand Collin             |
| 1967-1970 | François Smets             |
| 1970-1973 | Jean Godeaux               |
| 1973-1976 | Georges Everaert           |
| 1976-1979 | Paul-Emmanuel Janssen      |
| 1979-1982 | Louis Delmotte             |
| 1982-1985 | Daniel Cardon de Lichtbuer |
| 1985-1988 | Léo Goldschmidt            |
| 1988-?    | Henri Fayt                 |
| ? - 1996  | Fred Chaffart              |
| 1996-1999 | Willy Breesch              |
| 1999-2002 | Karel De Boeck             |
| 2002–2003 | Luc Vandewalle             |

| Periode   | Gedelegeerd bestuurder |
| --------- | ---------------------- |
| 1979-1996 | Michel de Smet         |
| 1996–2003 | Guido Ravoet           |